# Aero Propulsion Alliance

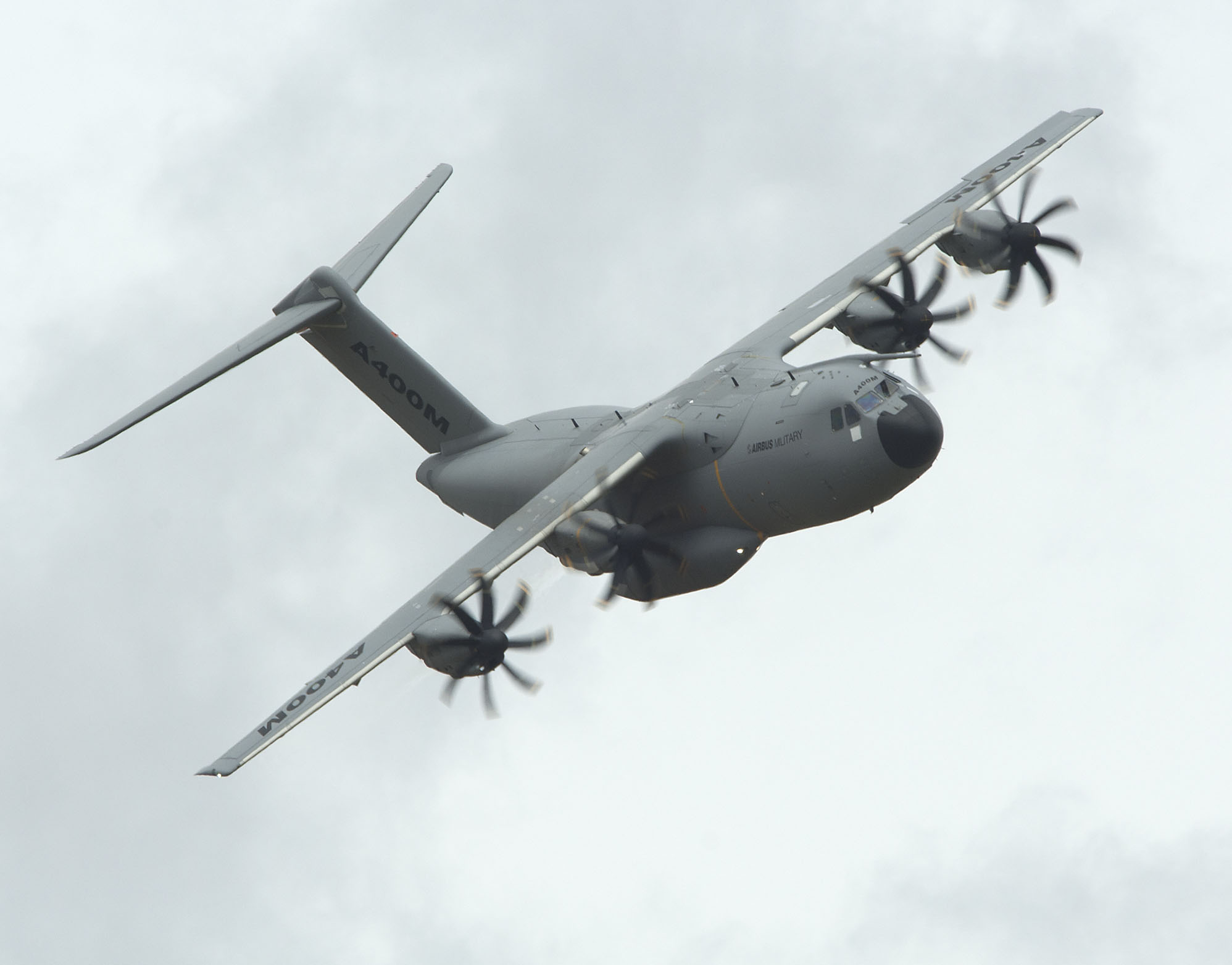
L'Airbus A400M, l'avió al qual anava destinat aquest motor

Aero Propulsion Alliance APA) és un consorci de firmes europees per desenvolupar el motor turbohèlice per impulsar l'avió de transport multinacional, Airbus A-400M per substituir als Lockheed C-130 Hercules, Transall C-160, Casa-Nurtanio, etc.
En aquest consorci hi intervé l'empresa espanyola Industria de Turbo Propulsores "ITP".

## Història
Per desenvolupar el turbohèlice de l'Airbus A-400M, es van aliar les empreses Snecma (França), Rolls-Royce (Regne Unit), Fiat-Avio (Itàlia), MTU Aero Engines (Alemanya) i ITP (Industria de Turbo Propulsores S.A. (Espanya)).
A través d'aquest consorci es va desenvolupar el turbohèlice TP400-D1, mitjançant una modificació de la turbina Snecma M88, que en un principi preveia un motor de dos eixos, i que posteriorment passà a tres eixos, deixant la turbina lliure. No obstant això, Airbus va considerar que el consum específic (gr/CV) era molt elevat i considerava el motor no adequat.
Per això es va crear un nou consorci anomenat Europrop International, per desenvolupar un nou propulsor el TP400-D6.